# Ricardo Quaresma
Ricardo Andrade Quaresma Bernardo (Lisboa, Región de Lisboa, 26 de septiembre de 1983) es un exfutbolista portugués. Jugaba como extremo y su último equipo fue el Vitória de Guimarães.

## Trayectoria

### Sporting de Portugal
Dio sus primeros pasos en un barrio degradado de los suburbios de Lisboa. El pequeño Ricardo arrastrado por la pasión de su hermano, Alfredo Andrade Quaresma, tres años mayor, y a la de su tío el gran internacional portugués Alfredo Quaresma, ambos también jugadores, lo animó a dar sus primeros toques de balón en un equipo del barrio. Los ojeadores del Sporting de Portugal contrataron primero a Alfredo, que luego logró convencer al equipo de las dotes de su hermano Ricardo.
Abiertas las puertas del club de Lisboa, se ganó el aprecio del técnico de las categorías inferiores, César Nascimento, el mismo que orientó la infancia futbolística de otras figuras como Futre y Figo.
Desde entonces, Quaresma inició un camino imparable que le llevaría a estrenarse a los 17 años en el primer equipo, en el cual Quaresma debutó en 2001 con el Sporting de Portugal de la mano del entonces entrenador rumano László Bölöni.
En el equipo lisboeta en que logró la Liga y la Copa portuguesas, la temporada 2001/02 jugaría 28 partidos anotando un total de 3 goles y sería una pieza fundamental en la obtención del doblete. Sin embargo, La temporada 2002/03 el Sporting no cumpliría con una buena campaña lo que sembró dudas en el futuro de Quaresma en el club lisboeta. En 2003 fichó por el FC Barcelona; su traspaso fue de 6 millones de euros.

### FC Barcelona
Con la llegada de Quaresma, mucha gente tenía expectativas altas de él. En su primera temporada, la 2003/04, que hizo 10 partidos iniciales y 11 como suplente, anotó sólo un gol. En las últimas semanas de la temporada, se lesionó el pie derecho, lo que le obligó a perderse la Eurocopa del 2004. Durante la Eurocopa 2004, anunció su negativa a jugar en el Barça, siempre y cuando Frank Rijkaard fuese su entrenador. Esto llamaría el interés de muchos otros clubes. Regresaría a Portugal, fichando por el Oporto que obligó al FC Barcelona a incorporarlo en la operación Deco.

### Oporto
Quaresma firmó por el Oporto en el verano de 2004 cuando vendieron Deco por un precio de 15 millones de €, además de los derechos de reproducción de Quaresma, que fueron evaluados en el momento en 6 millones de €. Sobre su llegada al club, dijo "Estoy muy feliz de estar en el Oporto y poder regresar a Portugal".
Quaresma empezó su campaña con el Oporto a gran nivel, marcando en su debut en el 2004 en la Supercopa de Europa y también marcó el único gol en el triunfo del Oporto ante el Benfica en la Supercopa de Portugal.
Con los dragones logró el título de SuperLiga, la Copa de Portugal y la Copa Intercontinental 2004
Esta temporada marcaría 5 goles en 32 partidos de liga y fue siempre importante en la clasificación del Oporto a los octavos de final de la Liga de Campeones de la UEFA 2004-05.
También contribuyó a la dramática victoria del Porto contra el Once Caldas en la Copa Intercontinental 2004, marcando su penalti en la emocionante tanda que terminó 8-7 para los portugueses.
Quaresma fue duramente criticado durante su primer año en el Oporto por ser egoísta y con frecuencia tratar a los defensas con un regate de más en lugar de hacer un pase sencillo.
Sin embargo, poco a poco comenzó a incorporar sus compañeros de equipo en el juego, y en su tercer año en el club se había convertido en un favorito de los aficionados y un componente clave de la escuadra. Su actuaciones sublimes en la Liga portuguesa y la Champions League atrajo el interés de varios clubes, a pesar de que tenía un contrato con el Oporto hasta 2011, pronto fue transferido al Inter de Milán.

### Inter de Milán

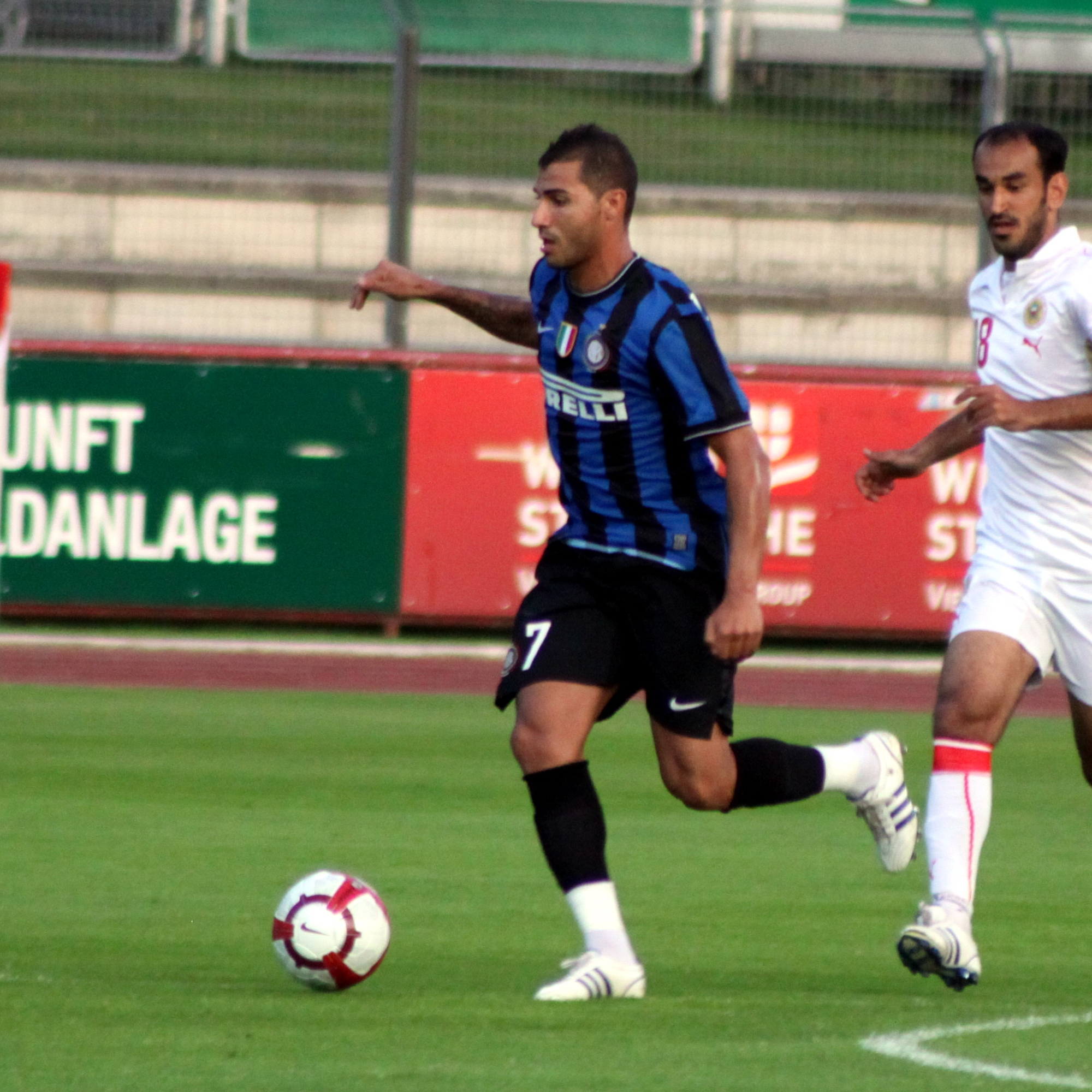
Quaresma durante un partido de pretemporada con el Inter

En el mes de agosto de 2008, Ricardo Quaresma se convirtió en nuevo jugador del Inter de Milán, basándose su traspaso en 18,6 millones de euros, en una operación por la que el club del norte de Portugal se asegura los derechos del joven luso Pelé.
Comenzó jugando a un gran nivel siendo titular en varios partidos, con varias asistencias de gol a sus compañeros y anotando un gol, pero luego llegó una lesión que lo dejó un tiempo fuera de los campos perdiendo así la titularidad, y cuando volvió nunca logró demostrar ser el jugador que alguna vez fue en Portugal, al no lograrse adaptar al esquema táctico utilizado por Mourinho en el Inter, Quaresma fue relegado al banquillo y a ver partidos desde la grada. En febrero de 2009 fue cedido al Chelsea hasta junio. Posteriormente regresó al Inter de Milán.
En su vuelta al Inter en la temporada 2009/10, Quaresma no jugaría muchos partidos con el club milanés y nunca tendría la oportunidad de demostrar sus cualidades. Tras esto, el Inter buscaría desprenderse de Quaresma, por lo que fue colocado como transferible.
Anotó solo 1 gol oficial con la camiseta del Inter, lo que hizo que Quaresma fuera duramente criticado por la prensa italiana. Estuvo en la plantilla del Inter campeón de la Liga de Campeones de la UEFA 2009/10, pero no fue utilizado por Mourinho para los partidos de eliminación directa y la final. Quaresma declaró en una oportunidad que nunca entendió por qué Mourinho lo dejó de considerar y que durante la mayor parte de su estadía en el club no se hablaban.

### Beşiktaş JK
El 13 de junio de 2010, Quaresma se convirtió en un nuevo jugador del Beşiktaş, después de largas y arduas negociaciones con el Inter. El Beşiktaş pagó 7.300.000 € para su traslado. Firmó tres años de contrato, que le daba derecho a 3.5 millones de € en la primera temporada y 3.75 millones de € en las próximas dos temporadas. Anotó su primer gol para el club contra el Viktoria Plzen en la Liga Europa de la UEFA.
A pesar de luchar con lesiones en la primera mitad de la temporada de Quaresma ha puesto en varias actuaciones espectaculares de las Águilas Negras sobre todo en Europa y ya ha sido un favorito de los fanáticos.
El 25 de abril, Quaresma tuvo un altercado con su compañero de equipo Nihat, ya que este estaba molesto con Quaresma por no pasar el balón a sus compañeros y ser individualista. La discusión fue disuelta por sus propios compañeros de equipo.
Quaresma estuvo sancionado sin jugar por un tiempo indefinido por haber discutido con el gerente del equipo Carlos Carvalhal, en el descanso del partido de la Europa League en el que el Beşiktaş cayo 3-0 ante el Atlético de Madrid. Sus constantes problemas con gente del club (jugadores, dirigentes y entrenadores) impulsaron su salida del club turco.

### Al-Ahli Football Club
En el año 2013 Ricardo Quaresma fue transferido al Al-Ahli FC, un club de fútbol de la ciudad de Dubái, en los Emiratos Árabes Unidos. A pesar de ser titular con el Al-Ahli, en mayo decide no renovar su contrato por lo que quedó como jugador libre. Finalizó su paso por el club obteniendo junto al equipo el título de la Copa Presidente de Emiratos Árabes Unidos.

### Regreso al Porto
Después de 7 meses de inactividad, causado por su decisión de no renovar su contrato con el Al-Ahli, el 1 de enero de 2014 fichó por el Oporto por 2 temporadas y media. En el día de su presentación fue recibido por miles de aficionados del club por el retorno de uno de sus ídolos el cual fue protagonista del varios títulos del Oporto durante su paso.
A su llegada afirmó "En 2014 deseo volver a ser feliz", asumió el jugador en declaraciones al canal del club, en las que reconoció sentirse contento por volver a Portugal y en las que también aclaró que había estado en contacto con el cuerpo técnico de Portugal para una posible convocatoria a la selección. Su primer partido con el Oporto desde su regreso fue contra el Benfica jugando los últimos 14 minutos en la derrota de 2-0.
El 15 de abril de 2015, Ricardo tendría una de sus noches más mágicas con el Oporto al marcar un doblete ante el todopoderoso Bayern Múnich en la ida de los cuartos de final de la UEFA Champions League.

### Regreso al Beşiktaş
Luego de su regreso al Porto, en julio de 2015 se oficial su regreso al club turco firmando un contrato por 2 temporadas. En su presentación en el club afirmó que regresaba al equipo para ganar la liga, objetivo que el equipo logró en esa temporada y que pudo mantener en la temporada 2016-17.
En el 26 de febrero de 2018, Quaresma marcó un gol de trivela contra el Fenerbahçe.

### Kasımpaşa
Tras tener problemas con la directiva del Beşiktaş, el 29 de agosto de 2019 se desvinculó del club y  se hizo oficial su incorporación al Kasımpaşa SK, a costo cero, por una temporada.

### Vitória de Guimarães
El 7 de septiembre de 2020 se hizo oficial su incorporación por 2 temporadas con opción a una tercera.

## Selección nacional

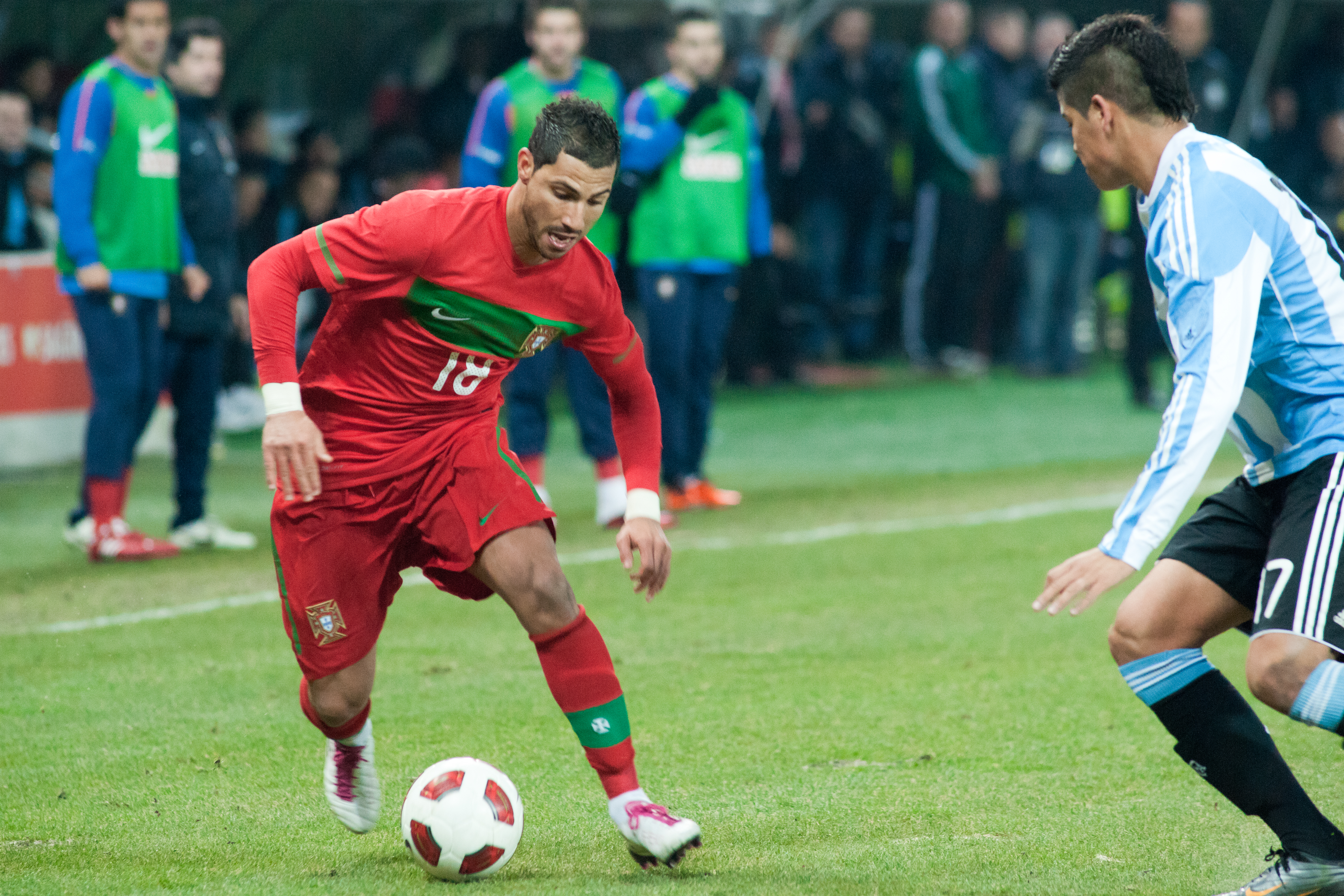
Quaresma durante un partido contra Argentina en 2011

Previamente jugó el Campeonato Europeo UEFA, en la serie sub-16, dónde logró el cetro continental.
Quaresma hizo su debut internacional con la selección portuguesa en junio de 2003, en un amistoso contra Bolivia. [cita requerida] Luiz Felipe Scolari prescindió de él para disputar el Mundial de Alemania 2006.
Más tarde fue llamado para jugar en un partido amistoso contra Brasil 2-0. Quaresma aportó una asistencia a Simao Sabrosa y fue nombrado jugador del partido. El 24 de marzo de 2007, Quaresma anotó su primer gol con la selección nacional en la victoria 4-0 de Portugal en un partido de clasificación para la Eurocopa 2008 contra Bélgica.
Asistió a la Eurocopa 2008 donde se esperaba que conformara una dupla temible en el ataque de la selección lusa junto a Cristiano Ronaldo pero la participación de ambos no lograría calzar con las expectativas y Portugal sería eliminado en los cuartos de final a manos de Alemania por 3-2, marcaría un gol en el torneo contra República Checa.
Su poca participación en el Inter provocó que Quaresma no fuese convocado para el año 2010 para la selección portuguesa que participará en la Copa Mundial de Fútbol de 2010.
El 31 de agosto de 2010, Quaresma volvería a ser llamado para jugar en las clasificatorias de la Eurocopa 2012 los partidos de clasificación contra Chipre y Noruega para reemplazar al lesionado Cristiano Ronaldo. El 3 de septiembre de 2010 Quaresma llevó a Portugal contra Chipre en un entretenido encuentro que finalizó 4-4. Fue nombrado jugador del partido después de dos años de ausencia en el equipo nacional.
Fue convocado para la Eurocopa 2012, donde se le asignó la dorsal número 10 donde su selección cayó en semifinales frente a España, Quaresma no disputó ni un solo minuto en el torneo. Después de reconocer que estaba en contacto con el cuerpo técnico de la selección de Portugal, fue incluido en la lista de 30 jugadores que disputarían el ciclo preparatorio de Portugal a la copa del mundo del 2014. Con dicha convocatoria, Ricardo volvía a una convocatoria después de 2 años sin ser tenido en cuenta por el técnico Paulo Bento.
Fue seleccionado para jugar la Eurocopa 2016, Quaresma anotó su primer y único gol en esta competición en el partido de octavos de final ante Croacia cuando marcó para darle la victoria en la prórroga a Portugal en el minuto 117. Cinco días después, en los cuartos de final contra Polonia, hizo efectivo el penalti ganador en la tanda de penales tras un empate 1-1 en la prórroga dando el paso a su selección a las semifinales del torneo. Portugal clasificaría a la final del torneo para enfrentarse al anfitrión Francia, Quaresma empezó como suplente pero ingresó rápidamente al minuto 25 del primer tiempo tras la lesión de su amigo Cristiano Ronaldo debido a una fuerte entrada de Dimitri Payet; el partido terminó con un eventual 0-0 en los 90 minutos y no sería hasta la prórroga cuando Eder marcaría el gol de la victoria por 1-0 para que Portugal ganara su primer título internacional con Quaresma como una de las importantes figuras del plantel portugués. 
En 2017 formó parte del plantel que disputaría la copa FIFA Confederaciones que se jugaría en Rusia. Quaresma marcó el primer gol en el empate 2-2 de Portugal con México en la fase de grupos. Finalmente Portugal alcanzaría el tercer puesto de la competición tras perder con Chile en las semifinales por penales, donde Quaresma falló uno de los tres lanzamientos penales que atajó el portero chileno Claudio Bravo.
El 17 de mayo de 2018 el seleccionador Fernando Santos lo incluyó en la lista de 23 para el Mundial. En un partido contra Irán, Quaresma marcó un golazo con trivela desde fuera del área. El partido terminó con resultado de 1-1.

### Participaciones en Copas del Mundo
| Copa              | Sede  | Resultado        | Partidos | Goles |
| ----------------- | ----- | ---------------- | -------- | ----- |
| Copa Mundial 2018 | Rusia | Octavos de final | 3        | 1     |

### Participaciones en Eurocopas
| Copa                 | Sede              | Resultado        | Partidos | Goles |
| -------------------- | ----------------- | ---------------- | -------- | ----- |
| Eurocopa Sub-16 2000 | Israel            | Campeón          | 6        | 2     |
| Eurocopa Sub-21 2006 | Portugal          | Primera fase     | 3        | 0     |
| Eurocopa 2008        | Austria · Suiza   | Cuartos de final | 2        | 1     |
| Eurocopa 2012        | Polonia · Ucrania | Semifinales      | 0        | 0     |
| Eurocopa 2016        | Francia           | Campeón          | 7        | 1     |

### Participaciones en Copa Confederaciones
| Copa                      | Sede  | Resultado    | Partidos | Goles | Asist. |
| ------------------------- | ----- | ------------ | -------- | ----- | ------ |
| Copa Confederaciones 2017 | Rusia | Tercer lugar | 4        | 1     | 2      |

## Estadísticas

### Clubes
| Club | Div.          | Temporada     | Liga  | Liga  | Liga  | Copas nacionales(1) | Copas nacionales(1) | Copas nacionales(1) | Copa de la Liga(2) | Copa de la Liga(2) | Copa de la Liga(2) | Torneos internacionales(3) | Torneos internacionales(3) | Torneos internacionales(3) | Otros(4) | Otros(4) | Otros(4) | Total | Total | Total | Media goleadora(5) |
| Club | Div.          | Temporada     | Part. | Goles | Asis. | Part.               | Goles               | Asis.               | Part.              | Goles              | Asis.              | Part.                      | Goles                      | Asis.                      | Part.    | Goles    | Asis.    | Part. | Goles | Asis. | Media goleadora(5) |
| --- | ------------- | ------------- | ----- | ----- | ----- | ------------------- | ------------------- | ------------------- | ------------------ | ------------------ | ------------------ | -------------------------- | -------------------------- | -------------------------- | -------- | -------- | -------- | ----- | ----- | ----- | ------------------ |
| Sporting C. P. Portugal | 1.ª           | 2001-02       | 28    | 3     | 5     | 6                   | 2                   | 0                   | —                  | —                  | —                  | 2                          | 0                          | 0                          | —        | —        | —        | 36    | 5     | 6     | 0.14               |
| Sporting C. P. Portugal | 1.ª           | 2002-03       | 31    | 5     | 0     | 2                   | 0                   | 0                   | —                  | —                  | —                  | 4                          | 0                          | 0                          | 1        | 0        | 0        | 38    | 5     | 0     | 0.13               |
| Sporting C. P. Portugal | Total club    | Total club    | 59    | 8     | 5     | 8                   | 2                   | 0                   | —                  | —                  | —                  | 6                          | 0                          | 0                          | 1        | 0        | 0        | 74    | 10    | 6     | 0.14               |
| F. C. Barcelona · España | 1.ª           | 2003-04       | 22    | 1     | 1     | 2                   | 0                   | 0                   | —                  | —                  | —                  | 4                          | 0                          | 1                          | —        | —        | —        | 28    | 1     | 2     | 0.04               |
| F. C. Porto Portugal | 1.ª           | 2004-05       | 32    | 5     | 0     | 1                   | 0                   | 0                   | —                  | —                  | —                  | 8                          | 0                          | 0                          | 3        | 2        | 0        | 44    | 7     | 0     | 0.16               |
| F. C. Porto Portugal | 1.ª           | 2005-06       | 29    | 5     | 10    | 4                   | 0                   | 0                   | —                  | —                  | —                  | 6                          | 0                          | 1                          | —        | —        | —        | 39    | 5     | 11    | 0.13               |
| F. C. Porto Portugal | 1.ª           | 2006-07       | 26    | 6     | 17    | 1                   | 0                   | 0                   | —                  | —                  | —                  | 8                          | 2                          | 2                          | 1        | 0        | 0        | 36    | 8     | 19    | 0.22               |
| F. C. Porto Portugal | 1.ª           | 2007-08       | 27    | 8     | 14    | 3                   | 1                   | 0                   | —                  | —                  | —                  | 8                          | 2                          | 1                          | 1        | 0        | 0        | 39    | 11    | 15    | 0.28               |
| Inter de Milán · Italia | 1.ª           | 2008-09       | 13    | 1     | 2     | 0                   | 0                   | 0                   | —                  | —                  | —                  | 6                          | 0                          | 0                          | —        | —        | —        | 19    | 1     | 2     | 0.05               |
| Inter de Milán · Italia | 1.ª           | 2009-10       | 11    | 0     | 0     | 0                   | 0                   | 0                   | —                  | —                  | —                  | 2                          | 0                          | 0                          | —        | —        | —        | 13    | 0     | 0     | 0.00               |
| Inter de Milán · Italia | Total club    | Total club    | 24    | 1     | 2     | 0                   | 0                   | 0                   | —                  | —                  | —                  | 8                          | 0                          | 0                          | —        | —        | —        | 32    | 1     | 2     | 0.03               |
| Chelsea F. C. Inglaterra | 1.ª           | 2008-09       | 4     | 0     | 0     | 1                   | 0                   | 1                   | —                  | —                  | —                  | —                          | —                          | —                          | —        | —        | —        | 5     | 0     | 1     | 0.00               |
| Beşiktaş J. K. Turquía | 1.ª           | 2010-11       | 21    | 3     | 8     | 8                   | 3                   | 4                   | —                  | —                  | —                  | 10                         | 5                          | 4                          | —        | —        | —        | 39    | 11    | 16    | 0.28               |
| Beşiktaş J. K. Turquía | 1.ª           | 2011-12       | 25    | 5     | 8     | 1                   | 0                   | 0                   | —                  | —                  | —                  | 8                          | 2                          | 3                          | —        | —        | —        | 34    | 7     | 11    | 0.21               |
| Al-Ahli D. C. · EAU | 1.ª           | 2012-13       | 10    | 2     | 0     | 1                   | 1                   | 0                   | —                  | —                  | —                  | —                          | —                          | —                          | —        | —        | —        | 11    | 3     | 0     | 0.27               |
| F. C. Porto Portugal | 1.ª           | 2013-14       | 12    | 4     | 1     | 3                   | 1                   | 1                   | 3                  | 1                  | 0                  | 6                          | 3                          | 2                          | —        | —        | —        | 24    | 9     | 4     | 0.38               |
| F. C. Porto Portugal | 1.ª           | 2014-15       | 30    | 6     | 6     | 0                   | 0                   | 0                   | 3                  | 1                  | 1                  | 10                         | 3                          | 0                          | —        | —        | —        | 43    | 10    | 7     | 0.23               |
| F. C. Porto Portugal | Total club    | Total club    | 156   | 34    | 48    | 12                  | 2                   | 1                   | 6                  | 2                  | 1                  | 46                         | 10                         | 6                          | 5        | 2        | 0        | 225   | 50    | 56    | 0.22               |
| Beşiktaş J. K. Turquía | 1.ª           | 2015-16       | 26    | 4     | 6     | 5                   | 0                   | 0                   | —                  | —                  | —                  | 6                          | 1                          | 2                          | —        | —        | —        | 37    | 5     | 8     | 0.14               |
| Beşiktaş J. K. Turquía | 1.ª           | 2016-17       | 29    | 2     | 13    | 3                   | 1                   | 0                   | —                  | —                  | —                  | 11                         | 3                          | 4                          | 1        | 0        | 0        | 44    | 6     | 17    | 0.14               |
| Beşiktaş J. K. Turquía | 1.ª           | 2017-18       | 26    | 4     | 8     | 4                   | 1                   | 0                   | —                  | —                  | —                  | 7                          | 0                          | 4                          | 1        | 0        | 0        | 38    | 5     | 12    | 0.13               |
| Beşiktaş J. K. Turquía | 1.ª           | 2018-19       | 26    | 3     | 11    | 0                   | 0                   | 0                   | —                  | —                  | —                  | 8                          | 1                          | 3                          | —        | —        | —        | 34    | 4     | 14    | 0.12               |
| Beşiktaş J. K. Turquía | 1.ª           | 2019-20       | 1     | 0     | 0     | 0                   | 0                   | 0                   | —                  | —                  | —                  | 0                          | 0                          | 0                          | —        | —        | —        | 1     | 0     | 0     | 0.00               |
| Beşiktaş J. K. Turquía | Total club    | Total club    | 154   | 21    | 54    | 21                  | 5                   | 4                   | —                  | —                  | —                  | 50                         | 12                         | 20                         | 2        | 0        | 0        | 227   | 38    | 78    | 0.17               |
| Kasımpaşa S. K. Turquía | 1.ª           | 2019-20       | 24    | 4     | 0     | 0                   | 0                   | 0                   | —                  | —                  | —                  | —                          | —                          | —                          | —        | —        | —        | 24    | 4     | 0     | 0.17               |
| Vitória de Guimarães Portugal | 1.ª           | 2020-21       | 28    | 4     | 6     | 2                   | 0                   | 0                   | 1                  | 0                  | 0                  | —                          | —                          | —                          | —        | —        | —        | 31    | 4     | 6     | 0.13               |
| Vitória de Guimarães Portugal | 1.ª           | 2021-22       | 23    | 2     | 1     | 2                   | 0                   | 0                   | 1                  | 0                  | 0                  | —                          | —                          | —                          | —        | —        | —        | 26    | 2     | 1     | 0.08               |
| Vitória de Guimarães Portugal | Total club    | Total club    | 51    | 6     | 7     | 4                   | 0                   | 0                   | 2                  | 0                  | 0                  | —                          | —                          | —                          | —        | —        | —        | 57    | 6     | 7     | 0.11               |
| Total carrera | Total carrera | Total carrera | 504   | 77    | 130   | 49                  | 10                  | 4                   | 8                  | 2                  | 1                  | 114                        | 22                         | 27                         | 8        | 2        | 0        | 683   | 113   | 152   | 0.17               |
| (1) Incluye datos de la Copa de Portugal, Copa del Rey, FA Cup, Copa de Turquía y Copa Presidente de Emiratos Árabes Unidos. (2) Incluye datos de la Copa de la Liga de Portugal. (3) Incluye datos de la Copa de la UEFA, Liga de Campeones y Liga Europa. (4) Incluye datos de la Supercopa de Portugal, Supercopa de Europa, Copa Intercontinental y Supercopa de Turquía. (5) Media de goles por encuentro. No incluye goles en partidos amistosos. |               |               |       |       |       |                     |                     |                     |                    |                    |                    |                            |                            |                            |          |          |          |       |       |       |                    |

### Selección nacional
| Sub-15 Portugal | 1999          | 3  | 0 | 0  | —  | — | — | —  | — | — | 3   | 0  | 0  |
| Sub-15 Portugal | Total         | 3  | 0 | 0  | 0  | 0 | 0 | 0  | 0 | 0 | 3   | 0  | 0  |
| Sub-16 Portugal | 2000          | 6  | 0 | 0  | 6  | 2 | 0 | —  | — | — | 12  | 2  | 0  |
| Sub-16 Portugal | Total         | 6  | 0 | 0  | 6  | 2 | 0 | 0  | 0 | 0 | 12  | 2  | 0  |
| Sub-17 Portugal | 2001          | 7  | 2 | 0  | —  | — | — | —  | — | — | 7   | 2  | 0  |
| Sub-17 Portugal | Total         | 7  | 2 | 0  | 0  | 0 | 0 | 0  | 0 | 0 | 7   | 2  | 0  |
| Sub-19 Portugal | 2001          | 4  | 0 | 0  | —  | — | — | —  | — | — | 4   | 0  | 0  |
| Sub-19 Portugal | Total         | 4  | 0 | 0  | 0  | 0 | 0 | 0  | 0 | 0 | 4   | 0  | 0  |
| Absoluta "B" Portugal | 2002          | 4  | 0 | 0  | —  | — | — | —  | — | — | 4   | 0  | 0  |
| Absoluta "B" Portugal | Total         | 4  | 0 | 0  | 0  | 0 | 0 | 0  | 0 | 0 | 4   | 0  | 0  |
| Sub-21 Portugal | 2002          | 1  | 0 | 0  | 1  | 0 | 2 | —  | — | — | 2   | 0  | 2  |
| Sub-21 Portugal | 2003          | 2  | 0 | 1  | 1  | 0 | 0 | —  | — | — | 3   | 0  | 1  |
| Sub-21 Portugal | 2004          | 1  | 0 | 0  | 2  | 1 | 0 | —  | — | — | 3   | 1  | 0  |
| Sub-21 Portugal | 2005          | —  | — | —  | 4  | 2 | 0 | —  | — | — | 4   | 2  | 0  |
| Sub-21 Portugal | 2006          | —  | — | —  | 3  | 0 | 0 | —  | — | — | 3   | 0  | 0  |
| Sub-21 Portugal | Total         | 4  | 0 | 1  | 11 | 3 | 2 | 0  | 0 | 0 | 15  | 3  | 3  |
| Absoluta Portugal | 2003          | 1  | 0 | 0  | —  | — | — | —  | — | — | 1   | 0  | 0  |
| Absoluta Portugal | 2004          | —  | — | —  | —  | — | — | 1  | 0 | 0 | 1   | 0  | 0  |
| Absoluta Portugal | 2005          | 1  | 0 | 0  | —  | — | — | 1  | 0 | 0 | 2   | 0  | 0  |
| Absoluta Portugal | 2006          | 1  | 0 | 0  | 1  | 0 | 0 | —  | — | — | 2   | 0  | 0  |
| Absoluta Portugal | 2007          | 1  | 0 | 0  | 10 | 1 | 2 | —  | — | — | 11  | 1  | 2  |
| Absoluta Portugal | 2008          | 3  | 1 | 0  | 2  | 1 | 0 | 2  | 0 | 0 | 7   | 2  | 0  |
| Absoluta Portugal | 2009          | —  | — | —  | —  | — | — | —  | — | — | 0   | 0  | 0  |
| Absoluta Portugal | 2010          | —  | — | —  | 2  | 0 | 1 | —  | — | — | 2   | 0  | 1  |
| Absoluta Portugal | 2011          | 3  | 0 | 1  | 2  | 0 | 0 | —  | — | — | 5   | 0  | 1  |
| Absoluta Portugal | 2012          | 3  | 0 | 0  | 0  | 0 | 0 | —  | — | — | 3   | 0  | 0  |
| Absoluta Portugal | 2013          | —  | — | —  | —  | — | — | —  | — | — | 0   | 0  | 0  |
| Absoluta Portugal | 2014          | 2  | 1 | 1  | 2  | 0 | 1 | —  | — | — | 4   | 1  | 2  |
| Absoluta Portugal | 2015          | 2  | 0 | 1  | 4  | 0 | 1 | —  | — | — | 6   | 0  | 2  |
| Absoluta Portugal | 2016          | 6  | 3 | 3  | 7  | 1 | 1 | 4  | 0 | 5 | 17  | 4  | 9  |
| Absoluta Portugal | 2017          | 1  | 0 | 0  | —  | — | — | 9  | 1 | 3 | 10  | 1  | 3  |
| Absoluta Portugal | 2018          | 5  | 0 | 3  | —  | — | — | 3  | 1 | 0 | 8   | 1  | 3  |
| Absoluta Portugal | Total         | 30 | 5 | 9  | 30 | 3 | 6 | 20 | 2 | 8 | 80  | 10 | 23 |
| Total carrera | Total carrera | 58 | 7 | 10 | 47 | 8 | 8 | 20 | 2 | 8 | 125 | 17 | 26 |
| (1) Incluye los partidos de Europeo Sub-16, Eurocopa Sub-21, Eurocopa, fases clasificatorias europeas y Liga de Naciones. (2) Incluye los partidos de Copa Confederaciones Copa Mundial de Fútbol y fases clasificatorias. |               |    |   |    |    |   |   |    |   |   |     |    |    |

## Palmarés

### Campeonatos nacionales
| Título                                    | Club           | País       | Año  |
| ----------------------------------------- | -------------- | ---------- | ---- |
| Primeira Liga                             | Sporting C. P. | Portugal   | 2002 |
| Copa de Portugal                          | Sporting C. P. | Portugal   | 2002 |
| Supercopa de Portugal                     | Sporting C. P. | Portugal   | 2002 |
| Supercopa de Portugal                     | F. C. Porto    | Portugal   | 2004 |
| Primeira Liga                             | F. C. Porto    | Portugal   | 2006 |
| Copa de Portugal                          | F. C. Porto    | Portugal   | 2006 |
| Supercopa de Portugal                     | F. C. Porto    | Portugal   | 2006 |
| Primeira Liga                             | F. C. Porto    | Portugal   | 2007 |
| Primeira Liga                             | F. C. Porto    | Portugal   | 2008 |
| Serie A                                   | Inter de Milán | Italia     | 2009 |
| FA Cup                                    | Chelsea F. C.  | Inglaterra | 2009 |
| Serie A                                   | Inter de Milán | Italia     | 2010 |
| Copa Italia                               | Inter de Milán | Italia     | 2010 |
| Copa de Turquía                           | Beşiktaş J. K. | Turquía    | 2011 |
| Copa Presidente de Emiratos Árabes Unidos | Al-Ahli D. C.  | EAU        | 2013 |
| Superliga de Turquía                      | Beşiktaş J. K. | Turquía    | 2016 |
| Superliga de Turquía                      | Beşiktaş J. K. | Turquía    | 2017 |

### Campeonatos internacionales
| Título                | Club                         | Sede     | Año  |
| --------------------- | ---------------------------- | -------- | ---- |
| Eurocopa Sub-16       | Selección de Portugal sub-16 | Israel   | 2000 |
| Copa Intercontinental | F. C. Porto                  | Yokohama | 2004 |
| Liga de Campeones     | Inter de Milán               | Madrid   | 2010 |
| Eurocopa              | Selección de Portugal        | Francia  | 2016 |

### Distinciones individuales
| Distinción                                           | Año  |
| ---------------------------------------------------- | ---- |
| Futbolista del año en Portugal                       | 2005 |
| Futbolista del año en Portugal                       | 2006 |
| Balón de Oro portugués                               | 2007 |
| Nominado al Balón de Oro                             | 2007 |
| Mejor jugador de la Copa de Turquía                  | 2011 |
| MVP contra Irán en la Copa Mundial de Fútbol de 2018 | 2018 |